# Record d'Europe de natation dames du 100 mètres papillon
Progression du record d'Europe de natation sportive dames pour l'épreuve du 100 mètres papillon en bassin de 50 et 25 mètres.

## Bassin de 50 mètres
| Temps       | Athlète             | Naissance | Âge | Nationalité        | Compétition                       | Lieu           | Date              |
| ----------- | ------------------- | --------- | --- | ------------------ | --------------------------------- | -------------- | ----------------- |
| 59 s 78 RM  | Christiane Knacke   | 1962      | 15  | Allemagne de l'Est | Rencontre RDA-USA                 | Berlin-Est     | 28 août 1977      |
| 59 s 46 RM  | Andrea Pollack      | 1961      | 17  | Allemagne de l'Est | Championnats d'Allemagne de l'Est | Berlin-Est     | 3 juillet 1978    |
| 59 s 41     | Tatiana Kurnikova   | 1965      | 19  | Urss               | Jeux de l'Amitié                  | Moscou         | 23 août 1984      |
| 59 s 34     | Catherine Plewinski | 1968      | 20  | France             | Jeux olympiques (s)               | Séoul          | 23 septembre 1988 |
| 59 s 00     | Kristin Otto        | 1966      | 22  | Allemagne de l'Est | Jeux olympiques (f)               | Séoul          | 23 septembre 1988 |
| 58 s 93     | Johanna Sjöberg     | 1978      | 21  | Suède              |                                   | Halmstad       | 2 juillet 1999    |
| 58 s 92     | Inge de Bruijn      | 1973      | 26  | Pays-Bas           | Championnats d'Europe (df)        | Istanbul       | 29 juillet 1999   |
| 58 s 49     | Inge de Bruijn      | 1973      | 26  | Pays-Bas           | Championnats d'Europe (f)         | Istanbul       | 30 juillet 1999   |
| 58 s 41     | Martina Moravcová   | 1976      | 24  | Slovaquie          |                                   | Seattle        | 31 mars 2000      |
| 57 s 96     | Inge de Bruijn      | 1973      | 27  | Pays-Bas           | Mare Nostrum                      | Monaco         | 20 mai 2000       |
| 56 s 69 RM  | Inge de Bruijn      | 1973      | 27  | Pays-Bas           |                                   | Sheffield      | 27 mai 2000       |
| 56 s 64 RM  | Inge de Bruijn      | 1973      | 27  | Pays-Bas           |                                   | Federal Way    | 22 juillet 2000   |
| 56 s 61 RM  | Inge de Bruijn      | 1973      | 27  | Pays-Bas           | Jeux olympiques                   | Sydney         | 17 septembre 2000 |
| 56 s 44 RM, | Sarah Sjöström      | 1993      | 16  | Suède              | Championnats du monde (df)        | Rome           | 26 juillet 2009   |
| 56 s 06 RM  | Sarah Sjöström      | 1993      | 16  | Suède              | Championnats du monde (f)         | Rome           | 27 juillet 2009   |
| 56 s 04     | Sarah Sjöström      | 1993      | 22  | Suède              | Sette Colli Trophy                | Rome           | 12 juin 2015      |
| 55 s 74 RM  | Sarah Sjöström      | 1993      | 22  | Suède              | Championnats du monde (df)        | Kazan          | 2 août 2015       |
| 55 s 64 RM  | Sarah Sjöström      | 1993      | 22  | Suède              | Championnats du monde (f)         | Kazan          | 3 août 2015       |
| 55 s 48 RM  | Sarah Sjöström      | 1993      | 23  | Suède              | Jeux olympiques                   | Rio de Janeiro | 7 août 2016       |

## Bassin de 25 mètres
| Temps      | Athlète           | Naissance | Âge | Nationalité        | Compétition               | Lieu            | Date             |
| ---------- | ----------------- | --------- | --- | ------------------ | ------------------------- | --------------- | ---------------- |
| 59 s 35    | Kornelia Gressler | 1970      | 15  | Allemagne de l'Est |                           | Rostock         | 21 décembre 1985 |
| 58 s 80    | Johanna Sjöberg   | 1978      | 18  | Suède              |                           | Rostock         | 14 décembre 1996 |
| 58 s 58    | Martina Moravcova | 1976      | 21  | Slovaquie          | Championnats du monde     | Göteborg        | 19 avril 1997    |
| 58 s 39    | Martina Moravcova | 1976      | 22  | Slovaquie          |                           | College Station | 4 décembre 1998  |
| 57 s 93    | Inge de Bruijn    | 1973      | 25  | Pays-Bas           | Championnats d'Europe     | Sheffield       | 12 décembre 1998 |
| 57 s 55    | Martina Moravcova | 1976      | 24  | Slovaquie          | Championnats du monde     | Athènes         | 18 mars 2000     |
| 57 s 54    | Martina Moravcova | 1976      | 24  | Slovaquie          | Championnats d'Europe     | Valence         | 17 décembre 2000 |
| 57 s 16    | Martina Moravcova | 1976      | 25  | Slovaquie          | Coupe du monde            | Berlin          | 20 janvier 2001  |
| 57 s 09    | Martina Moravcova | 1976      | 26  | Slovaquie          | Coupe du monde            | Paris           | 18 janvier 2002  |
| 56 s 55 RM | Martina Moravcova | 1976      | 26  | Slovaquie          | Coupe du monde            | Berlin          | 27 janvier 2002  |
| 56 s 50    | Diane Bui-Duyet   | 1979      | 29  | France             | Meeting de l'océan Indien | Saint-Paul      | 28 décembre 2008 |
| 56 s 12    | Therese Alshammar | 1977      | 32  | Suède              | Coupe du monde (f)        | Durban          | 16 octobre 2009  |
| 55 s 83    | Diane Bui-Duyet   | 1979      | 30  | France             | Coupe du monde (f)        | Stockholm       | 10 novembre 2009 |
| 55 s 05 RM | Diane Bui-Duyet   | 1979      | 30  | France             | Championnats d'Europe (d) | Istanbul        | 12 décembre 2009 |
| 54 s 61 RM | Sarah Sjöström    | 1993      | 21  | Suède              | Championnats du monde (f) | Doha            | 7 décembre 2014  |